# Monstertruck

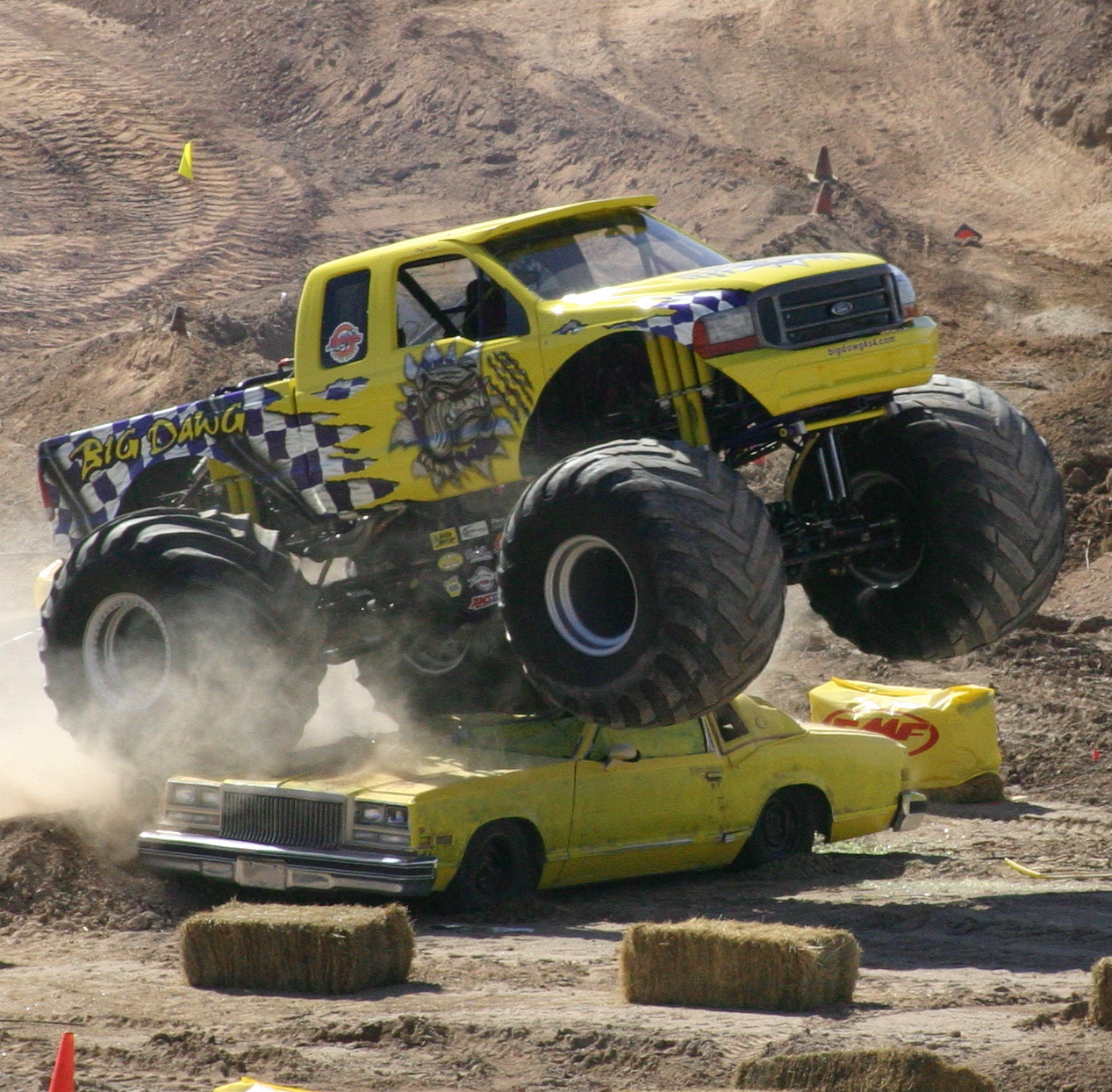
Big Dawg Monstertruck

Ein Monstertruck ist ein modifiziertes Fahrzeug, in der Regel ein Geländewagen, Pick-up oder Van, das durch übergroße Reifen und hohe Motorleistung auffällt. Monstertrucks werden vor allem in den USA bei Showveranstaltungen gezeigt und tragen Namen wie Grave Digger, Bearfoot, Snakebite, El Toro Loco, Ghostrider oder Monster Mutt. 1974 baute Bob Chandler aus einem Ford-Pick-up den ersten Monstertruck Bigfoot 4x4 auf.

## Rennen

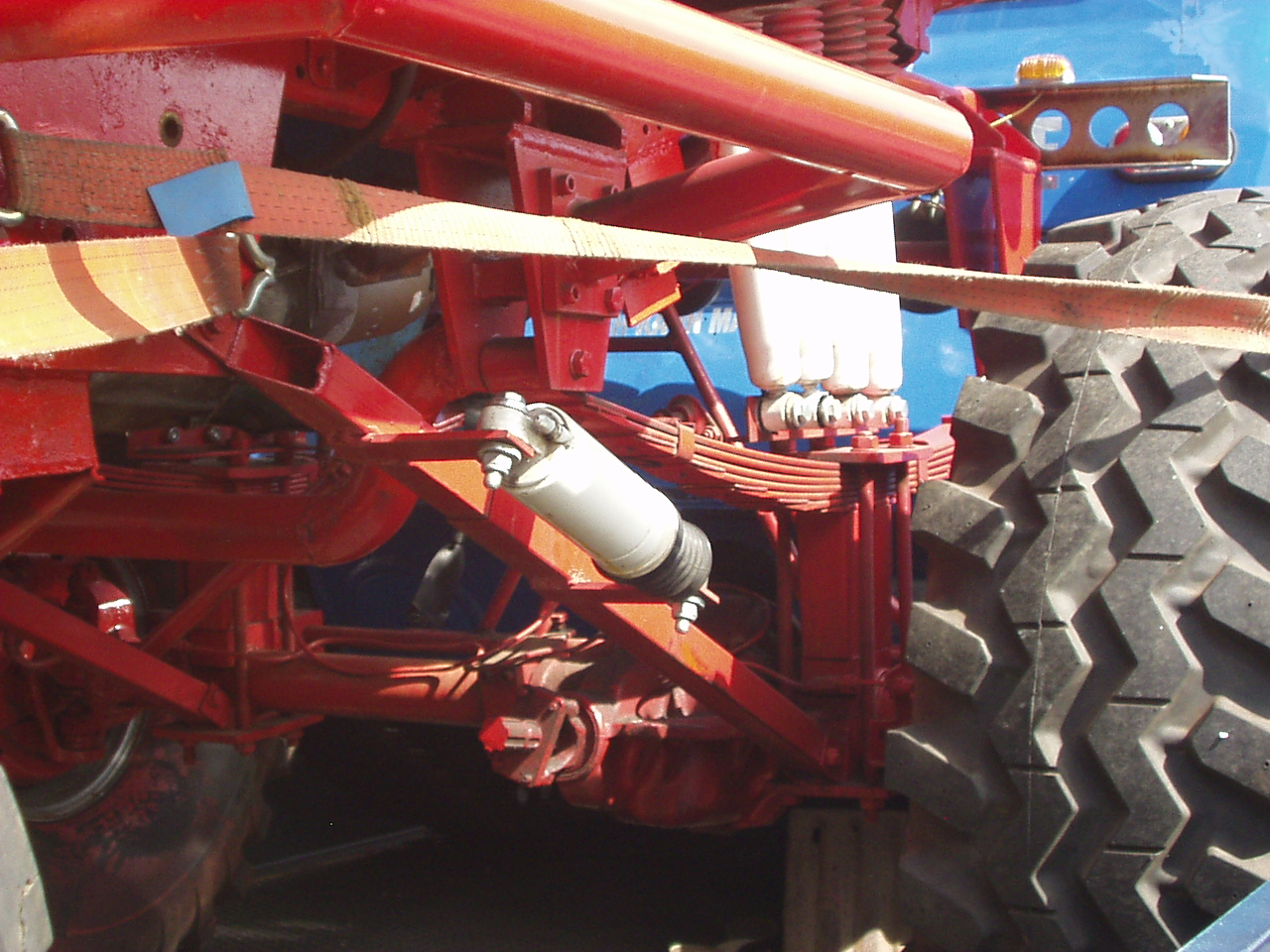
Blick auf die Radaufhängung mit Dämpfer

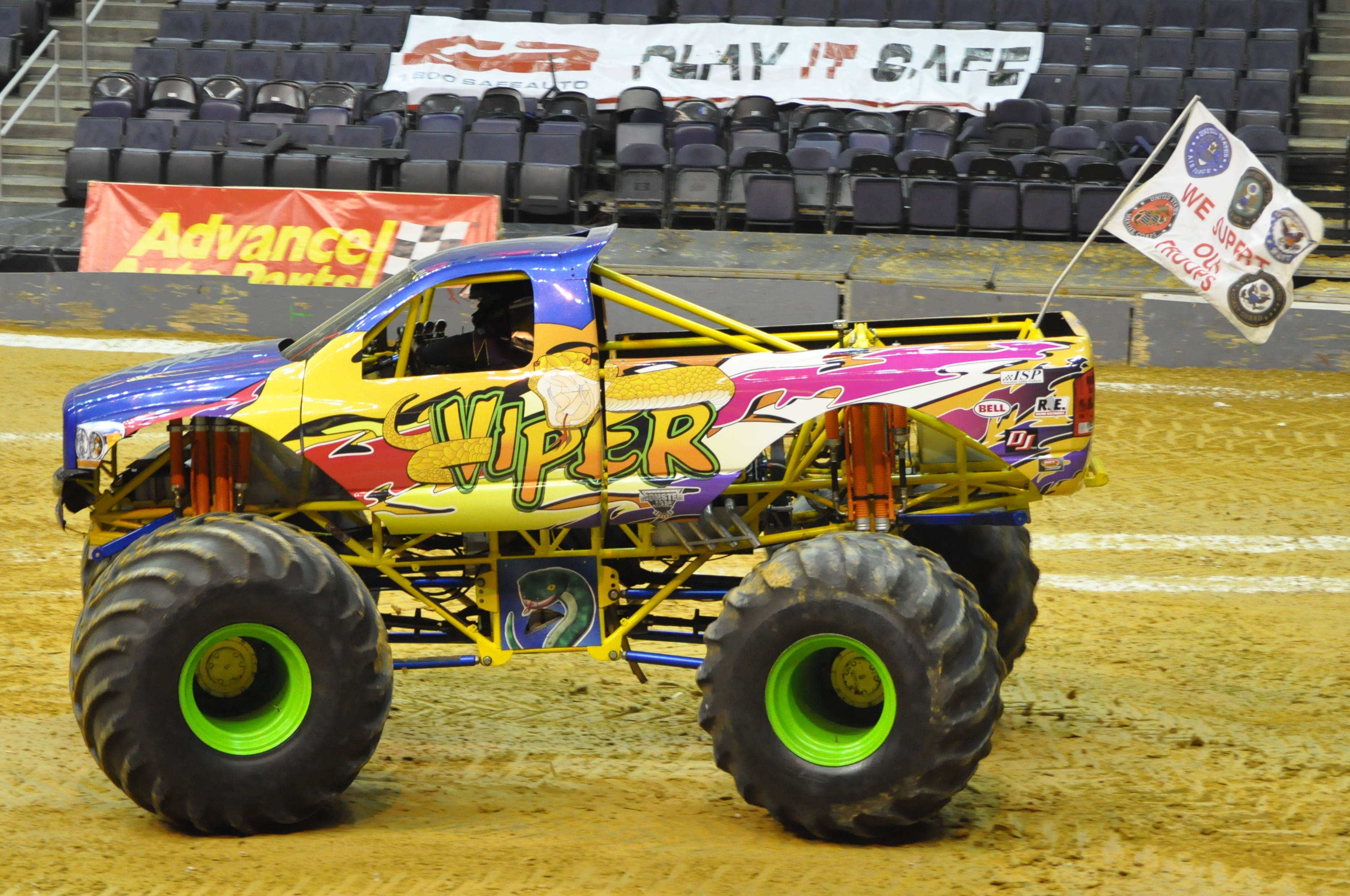
Die Gleichlauflenkung der Monstertrucks verringert den Wendekreis

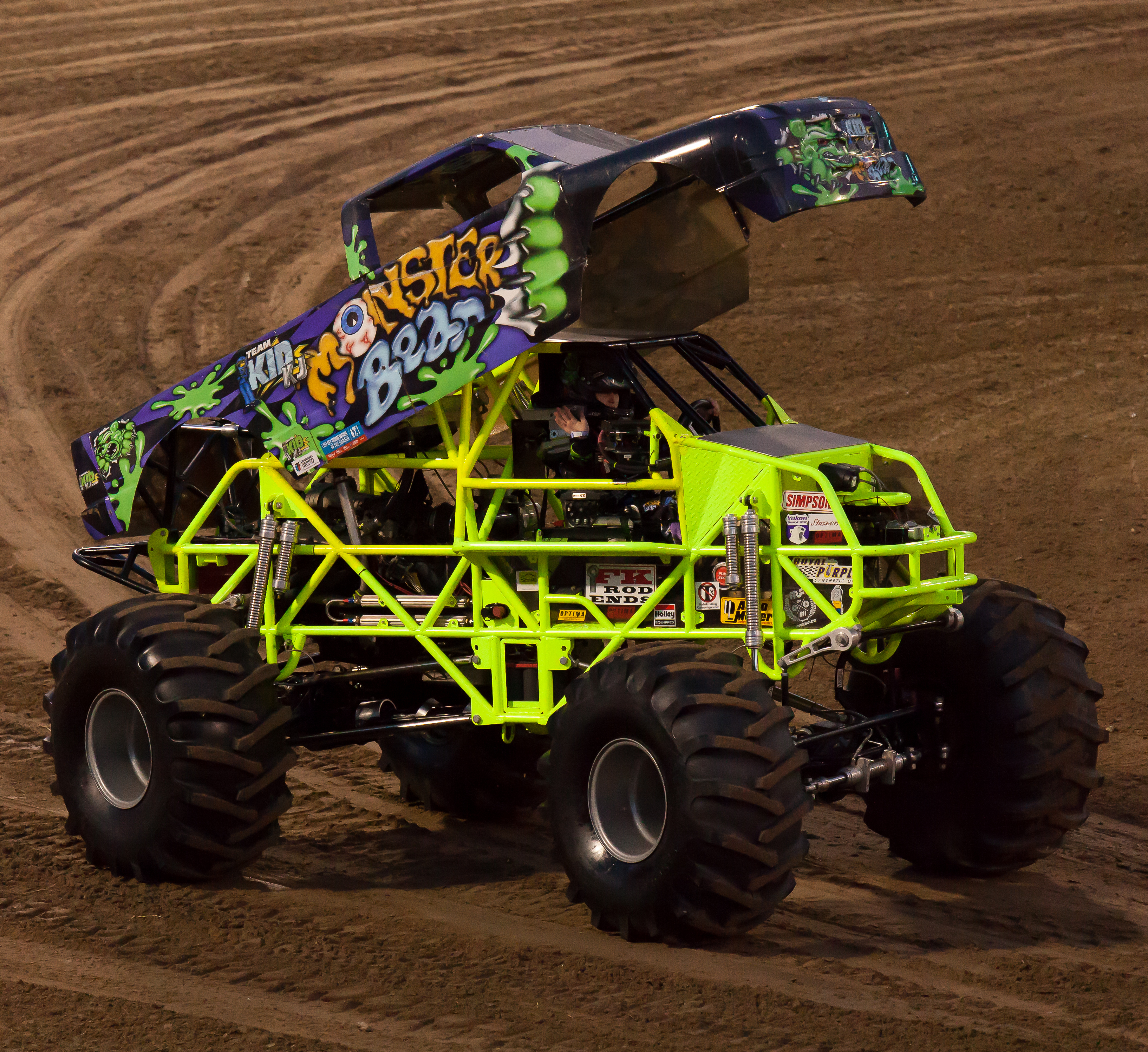
Monstertruck mit gut erkennbarem Überrollkäfig

Unter der kommerziellen United States Hot Rod Association (USHRA) werden unter dem Namen Monster Jam in den USA, Kanada und Europa Rennen ausgetragen und vermarktet. Bei einer typischen Show werden kurze Rennen über eine aufgebaute Geländestrecke gefahren, wobei alte PKW ein Hindernis bilden, über welches die Trucks „springen“.

## Freestyle
Beim Freestyle fahren die Trucks frei durch die Arena. Dabei springen sie, machen Wheelies (Fahren auf den Hinterrädern) und zerstören Busse, Wohnwagen, Autos, kleine Yachten, Schiffscontainer oder Kleinbusse. Die Fahrer fahren je nach dem Rennergebnis (der Letzte zuerst, der Beste zuletzt) nacheinander im Freestyle. Die Punkterichter sind Zuschauer aus dem Publikum, sie können Punkte von 1–10 vergeben, die zusammengezählt werden. Der Truck mit der höchsten Punktzahl gewinnt.

## Zahlen und Fakten
- Reifendurchmesser: ca. 1,50 m[2]
- Reifengewicht: ca. 400 kg
- Leistung: bis etwa 1471 kW (2000 PS)
- Höhe: ca. 3,5 m
- Breite: ca. 4 m
- Gewicht: ca. 5 t
- Höchstgeschwindigkeit: bis 180 km/h
- Treibstoff: Methanol

## Unfälle
Alleine in den letzten 22 Jahren kam es während verschiedener Stunt-Shows zu 15 Unfällen mit mehr als 20 Todesopfern und zahlreichen Verwundeten mit schweren Verletzungen.
- Zwischen 1992 und 2007 kam es an verschiedenen Orten der USA zu Unfällen mit mindestens 5 Todesopfern und 37 Verletzten.
- Am 16. Januar 2009 kam bei einer Monster Jam in Tacoma (USA) ein 6-jähriges Kind ums Leben, nachdem es durch herumfliegende Metallteile eines Monster Trucks, vermutlich der Antriebswelle, getroffen wurde. Ein weiterer Zuseher wurde dabei schwer verletzt.[4]
- Am 24. Januar 2009 wurde einer der Organisatoren einer Stunt-Show in Madison (Wisconsin) (USA) getötet.[5]
- Am 5. Oktober 2013 kam es im mexikanischen Ciudad Juárez laut dortiger Stadtverwaltung durch ein Bremsversagen an einem Monstertruck zu einem Unfall bei einer Stunt-Show, bei dem ein Monstertruck die Tribüne hinaufrollte und dadurch 9 von etwa 3500 Zuschauern tötete und 79 verletzt wurden.[6][7][8][9]
- Am 28. September 2014 wurden bei einer Stunt-Show im niederländischen Haaksbergen 3 Menschen, darunter ein Kind, getötet und 23 weitere zum Teil schwer verletzt. Der auf riesigen Reifen montierte Pick-up war zunächst über einige Autowracks hinweggerollt, dann aber aus der Kurve geraten und in die Zuschauermenge gefahren.[10][11]

## Rekorde
- Bigfoot #1, ist ein modifizierter Ford F-250 Pick-Up Truck auf 1,21 m hohen Reifen. Er wurde Mitte der 1970er Jahre von Bob Chandler in St. Louis gebaut. Bigfoot hatte 1979 seinen ersten öffentlichen Auftritt und stellte erstmals das Konzept des „Monstertrucks“ vor.[12]
- Der im November 2012 vorgestellte Bigfoot 20 ist der erste Monstertruck, der vollständig von einem Elektromotor angetrieben wird. Der 5 t schwere Lkw verfügt über einen 350 PS starken Elektromotor, der von 36 Batterien angetrieben wird. Gebaut von Nigel Morris, wird es von Odyssey Batteries angetrieben und trägt den Spitznamen „Electro-Foot“.[13]
- Bigfoot 5 ist 4,7 m hoch, hat 3 m hohe Reifen und wiegt 17.236 kg. Damit ist er der größte Monstertruck. Er gehört zu einer Flotte von 17 Bigfoot-Trucks, die von Bob Chandler aus St. Louis entworfen, und im Sommer gebaut wurden. Jetzt ist er dauerhaft in St. Louis geparkt und macht gelegentlich Ausstellungsbesuche bei lokalen Shows.[14]